# استیگ ویکاندر
اسکار استیگ ویکاندر (به سوئدی: Oscar Stig Wikander) (۵ شهریور ۱۲۸۷ - ۲۹ آذر ۱۳۶۲) هندشناس، ایران‌شناس و دین‌پژوه سوئدی است. او فرزند داروشناسی در شهر نورتلیه بود. در هفده سالگی در دانشگاه اوپسالا نام نوشت و در هجده سالگی از همین دانشگاه کارشناسی ارشد زبان لاتین و کارشناسی یونانی گرفت. استاد ش در اوپسالا هنریک ساموئل نوبری بود. پس از آن به برلین، پاریس و کپنهاگ رفت. در پاریس به عضویت باهمستان آسیاییک درآمد و در دانشگاه کپنهاگ زیر نظر آرتور کریستنسن به پژوهش پرداخت.
در سال ۱۳۱۶ ویکاندر با همکاری گئو ویدن‌گرن همایش اوستا را در دانشگاه اوپسالا برگزار کرد. او دکتری ش را در سال ۱۳۱۷ در زبان‌های ایرانی و دین از دانشگاه اوپسالا گرفت.